# ثنائيات المسم المنفصلة
ثنائيات المسم المنفصلة (الاسم العلمي: Apoditrysia) هي أصنوفة من الحشرات تتبع مجموعة متغايرات العروق من رتبة حرشفيات الأجنحة.

## التصنيف
- ثنائيات المسم المنفصلة
  - مكبلات الأطراف
    - ناريات وأشباهها
      - عثث العشب
        - الغلافيراوات
          - الغلافيراوية
            - الهلولة

    - متغايرات القرون الكبيرة
      - فوق فصيلة الفراشات الليلية
        - الفصيلة الليليات
          - أسرة القيَّاساوات
            - قبيلة القياساوية
              - تحت قبيلة القيَّاسينة
                - جنس القيَّاسة

  - فوق فصيلة كثيرات الريش
    - الفصيلة عثيات كثيرات الريش
      - جنس عثة كثيرة الريش